# Espadilla

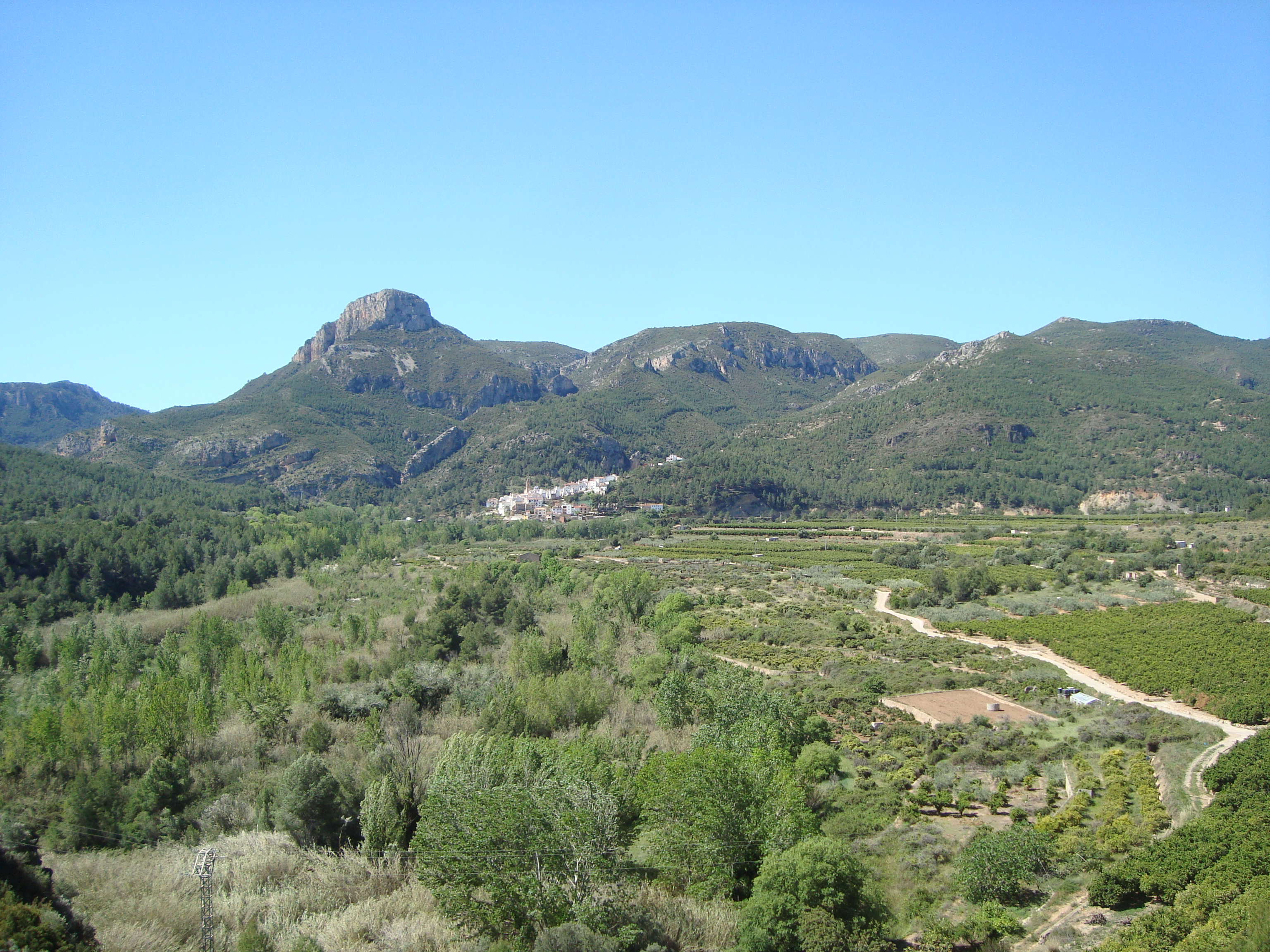
Panorámica de Espadilla (Castellón)

Espadilla (Espadella in catalano) è un comune spagnolo di 74 abitanti situato nella comunità autonoma Valenciana.

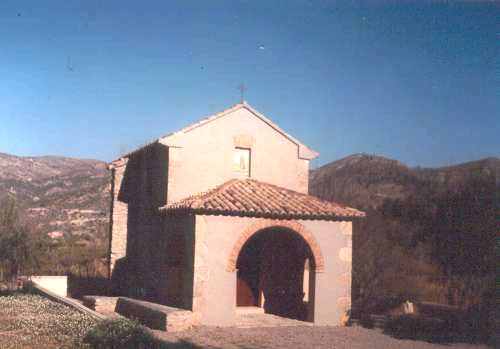
L'eremo di San Rocco